# Glanzwurm
Der Glanzwurm (Lumbriculus variegatus) ist eine Art süßwasserbewohnender Ringelwürmer aus der Familie der Lumbriculidae in der Klasse der Gürtelwürmer (Clitellata), die auf der Nordhalbkugel heimisch ist, durch den Menschen jedoch weltweit verbreitet wurde.

## Merkmale
Die größten Exemplare von Lumbriculus variegatus, wie man sie in der Wildnis antrifft, werden etwa 10 cm lang und etwa 1,5 mm breit, wobei sie etwa 200 bis 250 Segmente aufweisen. Im Labor werden sie nicht so lang, da sie sich vorher teilen. Das Vorderende des Glanzwurms hat oft einen grünlichen Farbton, doch der Rest des Tieres ist stets rot. Der weitgehend zylindrische Glanzwurm hat über fast seinen gesamten Körper eine einheitliche Dicke und verjüngt sich erst ganz weit am Vorder- beziehungsweise Hinterende.
An jedem Segment des Glanzwurms sitzen 4 Borstenbündel mit jeweils 2 Borsten (Chaetae), insgesamt also 8 Borsten. Sämtliche Borsten des Wurms sind gegabelt mit einer großen unteren und einer verkleinerten oberen Spitze. Die etwa 200 µm langen Borsten dienen der Verankerung bei der Fortbewegung mithilfe der Längs- und Ringmuskulatur des Hautmuskelschlauches.
Auffällig sind bei Lumbriculus variegatus die sich in jedem Segment stark verzweigenden roten Blutgefäße. Die in den meisten Segmenten vom Rückengefäß abzweigenden pulsierenden Seitengefäße sind charakteristisch für Würmer der Gattung Lumbriculus. Dabei sind die Pulsrhythmen des Rückengefäßes und der Seitengefäße miteinander koordiniert, während das Bauchgefäß nicht pulsiert. Im Rückengefäß fließt das Blut nach vorn und im Bauchgefäß nach hinten. Die Rhythmen der Blutgefäße können gut beobachtet werden, da die Körperwand des Glanzwurms durchsichtig ist. Die rote Farbe des Blutes geht auf den im Plasma gelösten Blutfarbstoff Erythrocruorin zurück, der eine sehr starke Affinität zu Sauerstoff hat und dem Glanzwurm ein Überleben unter sauerstoffarmen Bedingungen ermöglicht.
Wie auch andere Lumbriculiden sind die geschlechtsreifen zwittrigen Glanzwürmer, die man im Gegensatz zu unreifen, sich ungeschlechtlich teilenden Individuen nur selten antrifft, hinsichtlich Position und Anzahl der Gonaden recht variabel. Meist gibt es 1 Paar Hoden mit dazugehörigen Spermienleitern und männlichen Geschlechtsöffnungen, die irgendwo im 7. bis 10., in der Regel aber im 8. Segment liegen. Es kann aber auch nur einseitig ein männlicher Geschlechtsausgang vorhanden sein. Die Tiere haben 1 oder 2 Paar Eierstöcke, die im Segment beziehungsweise den Segmenten hinter den Hoden liegen. Die Glanzwürmer haben meist 4 Paar Receptacula seminis, beginnend ein oder zwei Segmente hinter dem Segment mit den Atrien – muskulösen Endabschnitten der Spermienleiter, die sich einmal paarig oder auch nur einseitig im 7. bis 11. Segment, meist paarig im 8. Segment befinden.

## Vorkommen und Verbreitung
Der Glanzwurm ist im Süßwasser laubreicher Tümpel, an Seerändern und in flachen Binnengewässern oft unter Blättern, Holz, Pflanzen und Steinen zu finden.
Lumbriculus variegatus ist auf der gesamten Nordhalbkugel – Eurasien und Nordamerika – verbreitet. Inzwischen ist der Glanzwurm durch den Menschen auch auf andere Kontinente eingeschleppt worden. So ist er inzwischen in Australien und Neuseeland häufig, wo sich seine Fundorte auf Tümpel in der Umgebung von Städten konzentrieren. Allerdings ist er wahrscheinlich auch nach Nordamerika, wo er sehr häufig auftritt, erst durch den Menschen gekommen.

## Geschlechtlicher Entwicklungszyklus
Geschlechtsreife Glanzwürmer trifft man nur sehr selten an, und sie sind bisher noch nicht bei der Kopulation beobachtet worden. Die Geschlechtsreife wird vermutlich erst bei der vollen Körperlänge von 10 cm mit mindestens 200 Segmenten erreicht, und Würmer dieser Länge sind nur in der Wildnis, nicht jedoch im Labor gesehen worden. Es wird angenommen, dass wie bei anderen Gürtelwürmern während der Paarung das Sperma des jeweiligen Sexpartners in die eigenen Receptacula seminis aufgenommen wird. Die Eikokons sind durchsichtig und enthalten 4 bis 11 sehr dotterreiche Eier. Aus den befruchteten Eiern entwickeln sich fertige kleine Würmer, die nach etwa zwei Wochen bei einer Länge von rund 1 cm den Kokon verlassen.

## Ungeschlechtliche Vermehrung und Regeneration
Lumbriculus variegatus teilt sich durch Architomie in kleine Abschnitte, um sich ungeschlechtlich zu vermehren. Dies geschieht, bevor er die Geschlechtsreife erreicht. Im Labor ist dies die einzige bisher beobachtete Fortpflanzungsweise des Glanzwurms. Ein einzelnes Segment des Glanzwurms vermag sich zu einem vollständigen Tier zu regenerieren. Bei einseitigen Verletzungen kann dies dazu führen, dass ein noch im Körper befindliches Segment zur Seite hin ein neues Körperende und somit eine Verzweigung bildet.
Der Glanzwurm teilt sich in Autotomie auch bei Gefahr, insbesondere wenn ein Körperende von einem Fressfeind gepackt wird. Innerhalb einer fünftel Sekunde vermag sich das Tier sauber durchzutrennen. Dem überlebenden Körperabschnitt kommt auch hier das äußerst hohe Regenerationsvermögen zugute, so dass er wieder zu einem kompletten Wurm heranwächst.

## Ernährung
Die Glanzwurm ernährt sich von organischem Detritus, Bakterien und anderen Mikroorganismen, die er mit dem am Grund des Gewässers verschluckten Substrat verdaut. Die mineralischen Anteile werden unverdaut ausgeschieden.

## Fluchtreaktionen
Berührt man Lumbriculus variegatus an seinem Hinterende, schwimmt er in einer schraubigen (korkenzieherförmigen) Bewegung davon. Bei Berührung am Vorderende wendet er seinen Körper, um zu entkommen. Der Glanzwurm hat in seiner Haut Lichtsinneszellen, mit denen er Schattenbewegungen wahrnimmt, auf die er rasch zu reagieren vermag. Dies spielt besonders auch dann eine Rolle, wenn er sein Hinterende aus dem Wasser in die Luft hält, um Sauerstoff ins Blut im pulsierenden Rückengefäß dicht unter der Rückenhaut aufzunehmen und Kohlendioxid aus diesem abzugeben, sich dann aber bei Gefahr wieder ganz ins Wasser zurückzieht.

## Bedeutung für den Menschen
Der Glanzwurm wird als Fischfutter verwendet und deshalb unter anderem für Forellenfarmen und den Aquarienhandel gezüchtet. Hierin ist auch eine Ursache für seine weltweite Verschleppung zu suchen.